# Clio (Carolina del Sud)
Clio è un comune degli Stati Uniti d'America, situato in Carolina del Sud, nella Contea di Marlboro.